# Colisée Pepsi
Colisée Pepsi (angl. Pepsi Coliseum; původně Colisée de Québec - Quebec (City) Coliseum) je víceúčelová hala v kanadském městě Québec. V letech 1972-1995 sloužila jako domácí hřiště Quebec Nordiques. V současnosti je sídlem Québec Remparts, kteří hrají soutěž Quebec Major Junior Hockey League (QMJHL) a Quebec Radio X z ligy Ligue Nord-Américaine de Hockey (LNAH).
Každoročně v únoru se zde konají soutěže "Quebec International Peewee Hockey Tournament". Je to soutěž, která osloví největší počet týmů během jednoho závodu na světě, s více než 2300 mladými hráči z 16 států.[zdroj?]
V roce 2008 se zde konalo Mistrovství světa v ledním hokeji 2008.